# Vuvuzela
|  | Info zur Audio-Datei |

Die Vuvuzela [vuvuˈzɛla] (Zulu) (auf Setswana manchmal auch Lepatata genannt) ist ein Blasinstrument und gilt als ein Symbol des südafrikanischen Fußballs.
Aufgrund ihrer Tonerzeugung gehört die Vuvuzela zu den Blechblasinstrumenten. Das ursprünglich aus Blech, inzwischen allerdings meist aus Kunststoff gefertigte Instrument besteht aus einer konischen, bis zu einem Meter langen Röhre, die an ihrem engen Ende mit einem integrierten Trichtermundstück versehen ist. Die Mensur der Röhre, die einem Exponentialtrichter angenähert ist, und die Mensur des Mundstücks sind darauf ausgelegt, den Grundton der Naturtonreihe mit sehr hoher Lautstärke spielen zu können.
Mit Vuvuzelas können in einem Abstand von einem Meter Schalldruckpegel von 120 dB(A) und direkt am Schalltrichter sogar bis zu 131 dB(A) erreicht werden.
Einige der auf dem europäischen Markt vertriebenen dreiteiligen Vuvuzelas sind mit einem Schalldämpfer versehen, der den Schalldruckpegel um ca. 13 dB(A) reduziert. Messungen des TÜV Nord auf einer Stadiontribüne ergaben einen maximalen Wert von 103,8 dB(A). Bewirkt wird die Minderung der Lautstärke durch eine mehrere Zentimeter lange Reduktion des Querschnitts direkt hinter dem Mundstück. Allerdings können diese Schalldämpfer ausgebaut werden.
Das Überblasen auf höhere Naturtöne ist grundsätzlich möglich, wird jedoch durch die Mensur von Röhre und Mundstück erschwert. Daher lassen sich in der Regel nur wenige Töne auf dem Instrument spielen, die zudem nicht immer gleichbleibend intonieren. Wird auf der Vuvuzela der Grundton gespielt, ähnelt deren Klang dem Trompetenlaut eines Elefanten. Vielfach in Stadien eingesetzt, klingen sie dagegen wie ein Hornissen-Schwarm.
Die Herkunft des Namens ist umstritten. Er könnte aus der Bantusprache isiZulu stammen und „Krach machen“ bedeuten oder vom Klang vuvu, der erzeugt wird, oder aus einem Slang der Townships, wo er vom Wort für Dusche – hier im Sinne von jemanden in Musik duschen – abgeleitet wäre, oder auf die Duschkopf-Form der Instrumente anspielen.

## Geschichte

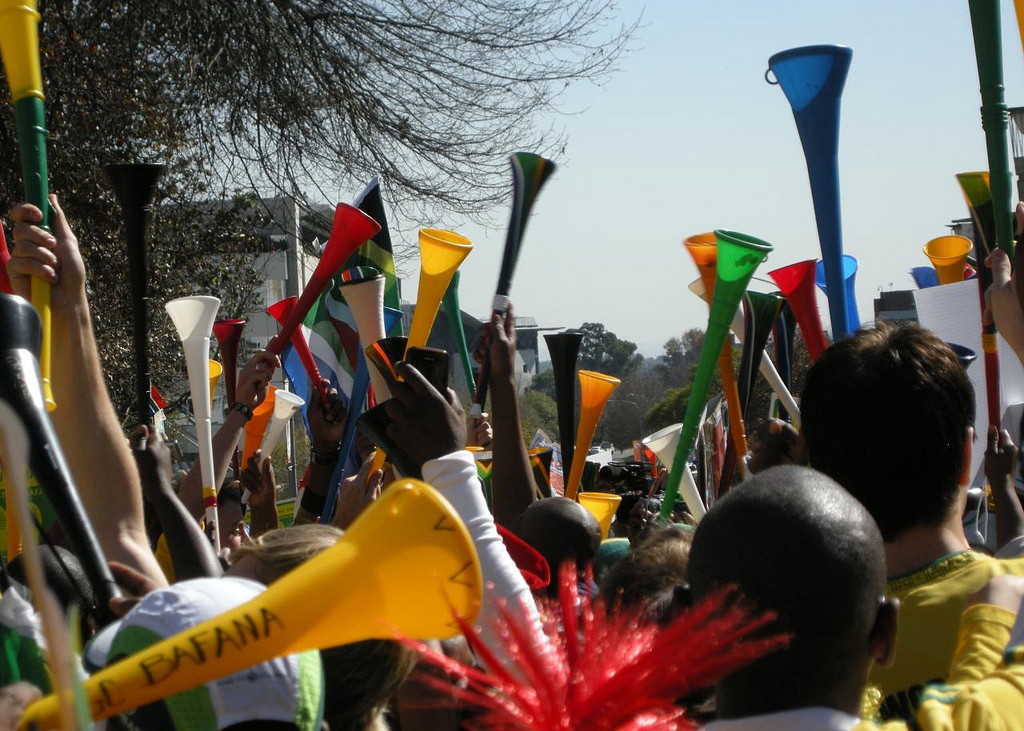
Vuvuzelas in verschiedenen Farben

Ein Vorläufer der Vuvuzelas waren im Südafrika der 1990er-Jahre Blashörner aus Blech. Das südafrikanische Unternehmen Masincedane Sport beansprucht für sich, im Jahr 2001 mit der Massenproduktion aus Kunststoff begonnen zu haben. Später wurde die Herstellung durch eine Kooperation mit der South African Football Association gefördert. Nach einer anderen Darstellung
wurde ein chinesischer Unternehmer aus der Kleinstadt Ninghai südlich von Shanghai im Jahr 2001 beim Lesen eines südafrikanischen Comics zur Produktion von Plastikhörnern inspiriert. Ein südafrikanischer Geschäftsmann bestellte auf der Internetplattform Alibaba.com die ersten Instrumente.
Neben der Makarapa wurde sie Symbol des südafrikanischen Fußballs sowie offizieller Fanartikel. Während zunächst nur wenige Fans die Trompete als Einpeitsch- und Rhythmusgerät in Begleitung zu Tanz und Gesang nutzten, entwickelte sie sich zu einem Massenphänomen insbesondere der südafrikanischen Fußballfankultur.
Der ehemalige Staatspräsident Nelson Mandela ließ hunderte Vuvuzelas nach Zürich mitnehmen, als dort über die Vergabe der Fußball-Weltmeisterschaft 2010 entschieden wurde. Der Preis für eine Vuvuzela betrug in Südafrika zuvor etwa 30 Rand (rund 3 Euro), stieg jedoch durch die Fußball-Weltmeisterschaft in den Touristenregionen auf 100–200 Rand (etwa 10–20 Euro) an.
Beim FIFA-Konföderationen-Pokal 2009 in Südafrika wurden Vuvuzelas intensiv eingesetzt. Einige Fernsehsender und Spieler wandten sich an die FIFA, um den „lautstarke[n] Gebrauch der Plastiktrompeten“ zu kritisieren. Die notorischen Hintergrundgeräusche beim Confederations Cup sorgten dafür, dass in den Medien umfassend über das Phänomen der Vuvuzela berichtet wurde und eine intensive Diskussion unter den Fernsehzuschauern ausbrach, da man sich von dem Dauergeräusch belästigt fühle. Die starke Geräuschkulisse, vor allem bei Spielen der südafrikanischen Mannschaft, überlagere die Stimmen der Kommentatoren. Charakteristisch sei, dass Vuvuzelas im Gegensatz etwa zu Fansongs und Sprechchören völlig unabhängig vom Spielverlauf und dessen Spannung eingesetzt werden. FIFA-Präsident Sepp Blatter sprach sich dennoch gegen ein Verbot der Vuvuzela in den WM-Stadien aus und sagte: „Ich weiß nicht, ob wir diesen Sound stoppen können. Afrika ist laut, es ist voll Energie, Rhythmus, Musik, Tanz, Trommeln. Das ist Afrika, wir müssen dies so annehmen“. Am 18. Juni 2009 entschied sich die FIFA gegen ein Verbot, so dass die Vuvuzelas auch bei der Fußball-Weltmeisterschaft 2010 eingesetzt werden konnten.
Nach Angaben von Neil van Schalkwyk, exklusiver Lizenzbesitzer während der Fußball-Weltmeisterschaft, wurden bis zum Juni 2010 etwa 800.000 Vuvuzelas in Südafrika und weitere 1,5 Millionen in Europa verkauft. Der Deutsche Gerd Kehrberg sicherte sich mit einem Partner das Recht, das Instrument in Deutschland herzustellen und in allen 27 EU-Ländern zu vertreiben. Nach eigenen Angaben ließ er bis Juni 2010 etwa fünf Millionen Vuvuzelas in seiner eigens gegründeten Firma sowie bei Unternehmen aus Bad Kreuznach und Gummersbach produzieren. So werden Vuvuzelas aus Plastik in vielen Landesfarben in Deutschland produziert und vermarktet. Die deutschen Vuvuzelas bestehen aus drei Teilen (damit sie auseinanderfallen, wenn man sie als Schlagwaffe missbraucht), während die südafrikanischen aus einem Stück sind. Die europäische Fußballunion UEFA verhängte am 1. September 2010 ein Vuvuzela-Verbot für alle Spiele unter ihrer Ägide. Sie begründete diesen Schritt mit der europäischen Fußballkultur und -tradition – die Atmosphäre bei den Spielen würde sich durch Vuvuzelas verändern.

## Fachliche Bewertung
Instrumentenkundlich ist die Vuvuzela eine Naturtrompete, die ohne Ventile oder Klappen wenige Töne der Naturtonreihe hervorbringt. Die Tonhöhe wird durch den Blasdruck und eine unterschiedliche Spannung der Lippen am Mundstück variiert. Solche einfachen Naturtrompeten sind bei vielen Völkern belegt, wie etwa in Indien (Tiruchinnam, Bhankora) und Tibet (Dungchen). Auch in Afrika gibt es viele Varianten (Kakaki, Amakondera), die für den Gebrauch in der freien Natur bestimmt sind und deshalb sehr laut klingen.
Reinhard Kopiez, Professor für Musikpsychologie an der Hochschule für Musik und Theater Hannover, spricht von einem breiten Frequenzspektrum der Vuvuzelas durch Maskierungseffekte. Andere Instrumente weisen einen kleineren Bereich an Frequenzen auf, während die Vuvuzela in einem sehr breiten Bereich stark vertreten sei, vom stärksten ersten Partialton bei 220 Hz bis zu 15000 Hz. Dies führe zu Störempfindungen sowie Überlagerungen anderer Signale, da die dafür notwendigen Frequenzspektren überdeckt werden. Die Tonhöhe hänge allein von der Länge des Instruments ab, so dass durch das Zusammenspiel unterschiedlich langer Vuvuzelas sogenannte Cluster entstehen, die als Geräusch wahrgenommen werden. Er kritisierte das Instrument als reine Marketingerfindung, die uns als tradierte Kultur verkauft werde sowie die Fankultur zerstöre. In der Ethnologie bezeichne man solches als „Erfundene Tradition“.
Gero Erdmann vom Leibniz-Institut für Globale und Regionale Studien meinte ebenso: Die Vuvuzela sei noch sehr jung und wurde vor neun Jahren erfunden. Von gesamtafrikanischer Kultur könne man kaum sprechen, da sich die Verbreitung bis zum Vorjahr allein auf Südafrika beschränkte. Auch sei das traditionelle Instrument, auf das sich der Erfinder in der Vermarktung berufe, in der Kultur kaum präsent. Der Musikethnologe Bernd Clausen von der Universität Würzburg nannte den Anschluss an traditionelle Musikinstrumente weitgehend aus der Luft gegriffen: Signalinstrumente wie ausgehöhlte Antilopenhörner gibt es in vielen afrikanischen Kulturen und man setzte sie etwa im Schamanismus ein. Das seien jedoch kaum Instrumente mit der schallverstärkenden Trichteröffnung der Vuvuzela und schon gar keine Plastikgeräte. Vielmehr, so Clausen, sei das Instrument ein gutes Beispiel dafür, wie die Globalisierung auch vor Musikinstrumenten nicht Halt mache: Besonders die Medien und die globalen Transportsysteme trieben die Verbreitung in Windeseile an, wobei es auch rasch Produzenten außerhalb Südafrikas gab. Dass das Instrument zur Tradition im Weltfußball wird, hält er jedoch für unwahrscheinlich.

## Kontroverse um Lärmschutz

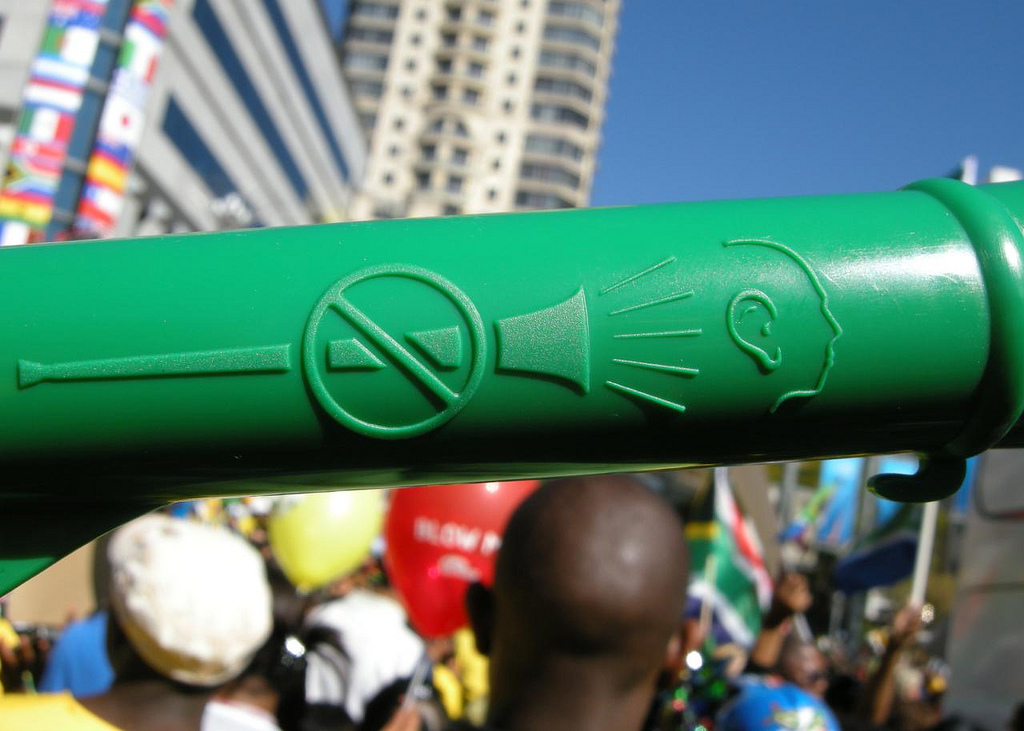
Warnhinweis auf einer Vuvuzela

Vom Ministerium für Klimaschutz, Umwelt, Landwirtschaft, Natur- und Verbraucherschutz des Landes Nordrhein-Westfalen wurde im Mai 2010 eine Empfehlung an alle Kommunen ausgesprochen, den Gebrauch von Vuvuzelas bei öffentlichen Veranstaltungen (Public Viewing) zu untersagen, um eine Gehörgefährdung für andere Besucher und das mögliche Übertönen von Notfalldurchsagen zu vermeiden. Während einige deutsche Städte dieser Empfehlung folgten, ist der Gebrauch in anderen weiterhin erlaubt.
Die staatliche Fluglinie South African Airways hat indes darauf hingewiesen, dass das Lärmen mit einer Vuvuzela während eines Inlandsfluges durch Südafrika gegen das Gesetz verstößt und deshalb sogar mit einer bis zu sechsmonatigen Gefängnishaft bestraft werden könnte.
Zu Kritikern der Vuvuzela gehören auch diverse prominente Spieler der Weltmeisterschaft, die sich von dem durchdringenden Lärm während des Spiels gestört fühlen.
Die Reporter fühlen sich in ihrer Arbeit durch die Geräuschkulissen ebenfalls behindert. Auch in Südafrika selbst gibt es kontroverse Diskussionen. Zur Senkung des Schalldruckpegels von 131 auf etwa 100 dB(A) werden in Südafrika Ohrenstöpsel – sogenannte Vuvu-Stopper oder Tulazela – angeboten, die aufgrund einer hohen Nachfrage während der WM oft ausverkauft waren.
Vereine der Fußball-Bundesliga in Bremen, Mönchengladbach, Stuttgart, Freiburg, Nürnberg und Dortmund haben die Mitnahme und den Gebrauch von Vuvuzelas in ihren Stadien verboten.

## Einsatz bei Demonstrationen
Nach der Fußball-Weltmeisterschaft 2010 wurden Vuvuzelas auch ein beliebtes Lärminstrument bei Demonstrationen. So bestellte der französische Gewerkschaftsbund CFDT 3000 dieser Blasinstrumente für seine Kundgebungen. José Pecci, Chef eines südfranzösischen Unternehmens, das diese über Deutschland aus China importiert, bedankte sich bei den Gewerkschaften nach ersten Absatzerfolgen bei Kundgebungen im Juni 2010 und gab an, dass er für zusätzliche Bestellungen gerüstet sei: Er habe 10.000 Stück auf Lager.
In Deutschland wurden unter anderem beim Protest gegen Stuttgart 21 neben anderen Lärminstrumenten vielfach Vuvuzelas eingesetzt. Die feierliche Verabschiedung von Christian Wulff aus dem Amt des Bundespräsidenten mit dem militärischen Zeremoniell des Großen Zapfenstreiches wurde im März 2012 von Demonstranten vor dem Schloss Bellevue mit dem Lärm von Vuvuzelas begleitet.

## Verwendung als Musikinstrument
Vor allem im WM-Jahr 2010 sprangen einige Musikproduzenten auf den Vuvuzela-Trend auf und verwendeten Vuvuzela-Sounds in Musikstücken, die allerdings meist Samples waren. Bekannte Beispiele hierfür sind Sonic Solutions – The Vuvuzela und Gebroeders Ko – Vuvuzela.
Die Verwendung als Rhythmusinstrument ist mit etwas Übung möglich. Unter Kindern wird sie als Spielzeuginstrument benutzt.

## Trivia
Die südafrikanische Kirche Nazareth Baptist Church behauptete, dass die Vuvuzela auf ihre Gebräuche zurückgehen würde. Die ebenfalls südafrikanische Kuduzela ist dem Geweih des Großen Kudus nachempfunden und wird von einem Automobilzulieferer produziert. Erstmals vorgestellt wurde das Instrument 2009 durch David Mabunda, Chef der Naturparkbehörde Südafrikas (SANParks) in Pretoria. Während der Fußballweltmeisterschaft wurden sogenannte Vuvuzela-Filter angeboten. Neben auf Kerb-, Kammfiltern oder komplexeren Verfahren der Signalanalyse basierenden Filtern, bei denen das Tonsignal des Fernsehgeräts durch spezielle Software geleitet wird, fanden sich auch betrügerische Angebote. Dabei wurden beispielsweise MP3-Dateien angeboten, die den Vuvuzela-Lärm per Antischall auslöschen sollen – ein Verfahren, das ohne ständige dynamische Phasenanpassung niemals funktionieren kann. Beim Abspielen der MP3 wird der Lärm im Gegenteil lauter.
In Deutschland wurde in einigen Medien eine Ähnlichkeit der Aussprache der Vuvuzela und des Namens des früheren Nationalspielers Uwe Seeler thematisiert. Beim Konzert der Berliner Philharmoniker in der Berliner Waldbühne tauschten die Trompeter 2010 und 2011 während des traditionellen Abschlussstücks Berliner Luft bei „Luft, Luft Luft“ ihre Instrumente gegen schwarz-rot-goldene Vuvuzelas und eine mit Union Jack (einer britischen Musikerin). Der Landesposaunenwart Reinhard Gramm komponierte eine WM-Fanfare für Vuvuzela und Posaunen unter dem Titel Deutsches Fußballer-Tempo.
Auf der Foreshore Freeway Bridge im südafrikanischen Kapstadt wurde während der Fußball-WM 2010 die mit 35 Metern Länge laut Guinnessbuch der Rekorde größte Vuvuzela der Welt installiert.